# Привіт з того світу
«Привіт з того світу» (азерб. «O dünyadan salam») — радянський художній фільм 1991 року режисера Тофіка Тагізаде, трагікомедія з елементами драми, знята на кіностудії «TMT», що є екранізацією п'єси Джаліла Мамедкулізаде «Мерці», написаної в 1909 році.

## Сюжет
Фільм розкриває і критикує такі якості, як невігластво, спонтанний фанатизм і шахрайство — і, загалом, розповідає про нездорову атмосферу початку XX століття. На передньому плані в фільмі виступає простота людей, які повірили словами Шейха Насрулли (грає Мелік Дадашев), який пообіцяв, що оживить померлих. І хоча спочатку кожен бажає, щоб його близькі ожили, ті проблеми, які підуть після цього, виявлять негативні якості в людях, показаних до цього безгрішними. Фільм розкриває загальнолюдські проблеми, закликає людей бути пильними і відрізняти правду від брехні, а добро від зла.

## У ролях
- Мелік Дадашев — шейх Насрулла
- Лейла Бадірбейлі — Карбалаї Фатіма
- Сіявуш Аслан — Гаджи Хасан Ага
- Йилмаз Дуру — Кейфлі Іскандер
- Марахім Фарзалібеков — шейх Ахмед
- Яшар Нурі — Мешаді Оруч
- Мірза Бабаєв — Гаджи Карім
- Мамед Бурджалієв — Гаджи Бахшали
- Гамар Мамедова — Зейнаб
- Рауф Шахсуваров — Алі
- Назір Алієв — Кербалаї Велі
- Алім Мамедов — Алі бек
- Тофіг Гусейнов — Гейдар ага
- Аріф Гулієв — Гаджи Казім
- Сабіна Шаріфова — Назл
- Латіфа Алієва — мати
- Гамлет Гурбанов — Мірбахір ага
- Фізулі Гусейнов — майстер Джаліл
- Вугар Аббасов — Джалал
- Г. Абдуллаєв — епізод
- Тофік Тагі-Заде — епізод
- Тельман Алієв — епізод
- І. Хашимов — епізод
- Новруз Хашимов — епізод
- А. Юсіфов — епізод
- Хікмет Набієв — епізод
- В. Аллахвердієв — епізод
- А. Лалаєв — епізод
- А. Абдуллаєв — епізод
- Ібрахім Алієв — епізод
- Айдин Алібалаєв — епізод
- Д. Новрузалієв — епізод
- І. Асадов — епізод
- Сулейман Ахмедов — епізод
- С. Ахмедова — епізод
- О. Ахмедов — епізод
- Зіллі Намазов — епізод
- Ідріс Рустамов — епізод
- Бахтіяр Карімов — епізод
- Р. Рустамов — епізод

## Знімальна група
- Оригінальний текст: Джаліл Мамедкулізаде
- Автор сценарію і режисер-постановник: Тофік Тагі-Заде
- Оператор-постановник: Алекпер Мурадов
- Художники-постановники: Аріф Магаррамов, Азіз Мамедов
- Художник-костюмер: Таміла Дагестанли
- Композитор: Хайам Мірзазаде
- Звукооператор: Марат Іскандеров
- Режисери: Акіф Рустамов, А. Алієв
- Монтажер: Гюльшан Салімова
- Оператори: Н. Закієв, Раміз Карімов
- Другий оператор: А. Пастухов
- Другий художник: Михайло Полунін
- Художник-гример: Чингіз Пашаєв
- Директор фільму: Талят Рахманов